# 2010-es labdarúgó-világbajnokság (G csoport)
A 2010-es labdarúgó-világbajnokság G csoportjának mérkőzéseit 2010. június 15-étől 25-éig játszották. A csoportban az ötszörös világbajnok, illetve a világbajnokság kezdetekor a FIFA-világranglista első helyén álló Brazília, Észak-Korea, Elefántcsontpart és Portugália szerepelt. A csoportból az első két helyezett jutott tovább az egyenes kieséses szakaszba. Az első helyezett a H csoport második helyezettjével, míg a második helyezett a H csoport győztesével mérkőzik a negyeddöntőbe jutásért.
A csoportból Brazília és Portugália jutott tovább. A mérkőzéseken 17 gól esett, ebben a csoportban volt a legtöbb gól.
A válogatottak helyezései a FIFA-világranglistán, 2009. november 20. óta:
| Csapat           | 2009. nov. 20. | 2009. dec. 16. | 2010. febr. 3. | 2010. márc. 3. | 2010. márc. 31. | 2010. ápr. 28. | 2010. máj. 26. |
| ---------------- | -------------- | -------------- | -------------- | -------------- | --------------- | -------------- | -------------- |
| Brazília         | 2.             | 2.             | 2.             | 2.             | 2.              | 1.             | 1.             |
| Észak-Korea      | 84.            | 86.            | 85.            | 102.           | 105.            | 106.           | 105.           |
| Elefántcsontpart | 16.            | 16.            | 22.            | 22.            | 25.             | 27.            | 27.            |
| Portugália       | 5.             | 5.             | 5.             | 6.             | 4.              | 3.             | 3.             |

## Tabella
| Hely. | Csapat           | M | Gy | D | V | G+ | G– | Gk  | P | Továbbjutás                                |
| ----- | ---------------- | - | -- | - | - | -- | -- | --- | - | ------------------------------------------ |
| 1.    | Brazília         | 3 | 2  | 1 | 0 | 5  | 2  | +3  | 7 | Továbbjutott az egyenes kieséses szakaszba |
| 2.    | Portugália       | 3 | 1  | 2 | 0 | 7  | 0  | +7  | 5 | Továbbjutott az egyenes kieséses szakaszba |
| 3.    | Elefántcsontpart | 3 | 1  | 1 | 1 | 4  | 3  | +1  | 4 |                                            |
| 4.    | Észak-Korea      | 3 | 0  | 0 | 3 | 1  | 12 | −11 | 0 |                                            |

## Mérkőzések

### Elefántcsontpart–Portugália
| 2010. június 15. 16.00 (UTC+2) |

| Elefántcsontpart | 0–0         | Portugália |
| ---------------- | ----------- | ---------- |
|                  | Jegyzőkönyv |            |

| Nelson Mandela Stadion, Port Elizabeth Nézőszám: 37 034 Játékvezető: Jorge Larrionda (uruguayi) |

| Elefántcsontpart | Portugália |

| ELEFÁNTCSONTPART:    |    |                   |     |     |
|                      |    |                   |     |     |
| K                    | 1  | Boubacar Barry    |     |     |
| JV                   | 21 | Emmanuel Eboué    |     | 88' |
| KV                   | 4  | Kolo Touré        |     |     |
| KV                   | 20 | Guy Demel         | 21' |     |
| BV                   | 17 | Siaka Tiéné       |     |     |
| KP                   | 5  | Didier Zokora     | 7'  |     |
| KP                   | 19 | Yaya Touré        |     |     |
| KP                   | 9  | Cheick Tioté      |     |     |
| CS                   | 10 | Gervinho          |     | 82' |
| CS                   | 8  | Salomon Kalou     |     | 65' |
| CS                   | 15 | Aruna Dindane     |     |     |
| Cserék:              |    |                   |     |     |
| CS                   | 11 | Didier Drogba     |     | 65' |
| KP                   | 18 | Abdul Kader Keïta |     | 82' |
| KP                   | 13 | Romaric           |     | 88' |
| Szövetségi kapitány: |    |                   |     |     |
| Sven-Göran Eriksson  |    |                   |     |     |

| PORTUGÁLIA:          |    |                   |  |     |
|                      |    |                   |  |     |
| K                    | 1  | Eduardo           |  |     |
| V                    | 2  | Bruno Alves       |  |     |
| V                    | 3  | Paulo Ferreira    |  |     |
| V                    | 6  | Ricardo Carvalho  |  |     |
| V                    | 23 | Fábio Coentrao    |  |     |
| KP                   | 8  | Pedro Mendes      |  |     |
| KP                   | 10 | Danny             |  | 55' |
| KP                   | 16 | Raul Meireles     |  | 85' |
| KP                   | 20 | Deco              |  | 62' |
| CS                   | 7  | Cristiano Ronaldo |  | 21' |
| CS                   | 9  | Liédson           |  |     |
| Cserék:              |    |                   |  |     |
| CS                   | 11 | Simao Sabrosa     |  | 55' |
| KP                   | 19 | Tiago             |  | 62' |
| KP                   | 17 | Ruben Amorim      |  | 85' |
| Szövetségi kapitány: |    |                   |  |     |
| Carlos Queiroz       |    |                   |  |     |

| A mérkőzés játékosa: Cristiano Ronaldo Asszisztensek: Pablo Fandiño Mauricio Espinosa Negyedik számú játékvezető: Martín Vázquez Ötödik számú játékvezető: Miguel Nievas |

### Brazília–Észak-Korea
| 2010. június 15. 20.30 (UTC+2) |

| Brazília             | 2–1               | Észak-Korea    |
| -------------------- | ----------------- | -------------- |
| Maicon 55' Elano 72' | (0–0) Jegyzőkönyv | Csi Junnam 89' |

| Ellis Park Stadion, Johannesburg Nézőszám: 54 331 Játékvezető: Kassai Viktor (magyar) |

| Brazília | Észak-Korea |

| BRAZÍLIA:            |    |                |     |     |
|                      |    |                |     |     |
| K                    | 1  | Júlio César    |     |     |
| JV                   | 2  | Maicon         |     |     |
| KV                   | 3  | Lúcio          |     |     |
| KV                   | 4  | Juan           |     |     |
| BV                   | 6  | Michel Bastos  |     |     |
| VKP                  | 8  | Gilberto Silva |     |     |
| KP                   | 7  | Elano          |     | 73' |
| KP                   | 5  | Felipe Melo    |     | 84' |
| TKP                  | 10 | Kaká           |     | 77' |
| HÉ                   | 11 | Robinho        |     |     |
| KCS                  | 9  | Luís Fabiano   |     |     |
| Cserék:              |    |                |     |     |
| V                    | 13 | Daniel Alves   |     | 73' |
| CS                   | 21 | Nilmar         |     | 78' |
| KP                   | 18 | Ramires        | 88' | 84' |
| Szövetségi kapitány: |    |                |     |     |
| Dunga                |    |                |     |     |

| ÉSZAK-KOREA:         |    |                 |  |     |
|                      |    |                 |  |     |
| K                    | 1  | Ri Mjongguk     |  |     |
| JV                   | 2  | Csha Dzsonghjok |  |     |
| KV                   | 13 | Pak Csholdzsin  |  |     |
| KV                   | 4  | Pak Namcshol    |  |     |
| BV                   | 5  | Ri Gvangcshon   |  |     |
| VKP                  | 3  | Ri Dzsunil      |  |     |
| JKP                  | 11 | Mun Inguk       |  | 80' |
| BKP                  | 8  | Csi Junnam      |  |     |
| HÉ                   | 10 | Hong Jongdzso   |  |     |
| HÉ                   | 17 | An Jonghak      |  |     |
| KCS                  | 9  | Csong Desze     |  |     |
| Cserék:              |    |                 |  |     |
| CS                   | 6  | Kim Gumil       |  | 80' |
| Szövetségi kapitány: |    |                 |  |     |
| Kim Dzsonghun        |    |                 |  |     |

| A mérkőzés játékosa: Maicon Asszisztensek: Erős Gábor Vámos Tibor Negyedik számú játékvezető: Subkhiddin Mohd Salleh Ötödik számú játékvezető: Mu Yuxin |

### Brazília–Elefántcsontpart
| 2010. június 20. 20.30 (UTC+2) |

| Brazília                       | 3–1               | Elefántcsontpart |
| ------------------------------ | ----------------- | ---------------- |
| Luís Fabiano 25' 50' Elano 62' | (1–0) Jegyzőkönyv | Drogba 79'       |

| Soccer City, Johannesburg Nézőszám: 84 455 Játékvezető: Stephane Lannoy (francia) |

| Brazília | Elefántcsontpart |

| BRAZÍLIA:            |    |                |          |       |
|                      |    |                |          |       |
| GK                   | 1  | Júlio César    |          |       |
| DF                   | 2  | Maicon         |          |       |
| DF                   | 3  | Lúcio          |          |       |
| DF                   | 4  | Juan           |          |       |
| DF                   | 6  | Michel Bastos  |          |       |
| MF                   | 5  | Felipe Melo    |          |       |
| MF                   | 7  | Elano          |          | 68'   |
| MF                   | 8  | Gilberto Silva |          |       |
| MF                   | 10 | Kaká           | 85′, 88′ |       |
| FW                   | 9  | Luís Fabiano   |          |       |
| FW                   | 11 | Robinho        |          | 90+3' |
| Cserék:              |    |                |          |       |
| DF                   | 13 | Daniel Alves   |          | 68'   |
| DF                   | 18 | Ramires        |          | 90+3' |
| Szövetségi kapitány: |    |                |          |       |
| Dunga                |    |                |          |       |

| ELEFÁNTCSONTPART:    |    |                |     |     |
|                      |    |                |     |     |
| GK                   | 1  | Boubacar Barry |     |     |
| DF                   | 4  | Kolo Touré     |     |     |
| DF                   | 17 | Siaka Tiéné    | 31' |     |
| DF                   | 20 | Guy Demel      |     |     |
| DF                   | 21 | Emmanuel Eboué |     | 72' |
| MF                   | 5  | Didier Zokora  |     |     |
| MF                   | 9  | Cheick Tioté   | 86' |     |
| MF                   | 19 | Yaya Touré     |     |     |
| FW                   | 8  | Salomon Kalou  |     | 68' |
| FW                   | 11 | Didier Drogba  |     |     |
| FW                   | 15 | Aruna Dindane  |     | 54' |
| Cserék:              |    |                |     |     |
| FW                   | 10 | Gervinho       |     | 54' |
| MF                   | 18 | Kader Keïta    | 75' | 68' |
| MF                   | 13 | Romaric        |     | 72' |
| Szövetségi kapitány: |    |                |     |     |
| Sven-Göran Eriksson  |    |                |     |     |

| A mérkőzés játékosa: Luís Fabiano Asszisztens: Eric Dansault Laurent Ugo Negyedik számú játékvezető: Subkhiddin Mohd Salleh Ötödik számú játékvezető: Mu Yuxin |

### Portugália–Észak-Korea
| 2010. június 21. 13.30 (UTC+2) |

| Portugália                                                               | 7–0               | Észak-Korea |
| ------------------------------------------------------------------------ | ----------------- | ----------- |
| Meireles 29' Simão 53' Almeida 56' Tiago 60' 88' Liédson 81' Ronaldo 87' | (1–0) Jegyzőkönyv |             |

| Green Point Stadion, Fokváros Nézőszám: 63 664 Játékvezető: Pablo Pozo (chilei) |

| Portugália | Észak-Korea |

| PORTUGÁLIA:          |    |                   |     |     |
|                      |    |                   |     |     |
| GK                   | 1  | Eduardo           |     |     |
| RB                   | 13 | Miguel            |     |     |
| CB                   | 6  | Ricardo Carvalho  |     |     |
| CB                   | 2  | Bruno Alves       |     |     |
| LB                   | 23 | Fábio Coentrão    |     |     |
| DM                   | 8  | Pedro Mendes      | 38' |     |
| CM                   | 16 | Raul Meireles     |     | 70' |
| RM                   | 19 | Tiago             |     |     |
| RW                   | 7  | Cristiano Ronaldo |     |     |
| LW                   | 11 | Simão             |     | 74' |
| CF                   | 18 | Hugo Almeida      | 70' | 77' |
| Cserék:              |    |                   |     |     |
| MF                   | 14 | Miguel Veloso     |     | 70' |
| DF                   | 5  | Duda              |     | 74' |
| FW                   | 9  | Liédson           |     | 77' |
| Szövetségi kapitány: |    |                   |     |     |
| Carlos Queiroz       |    |                   |     |     |

| ÉSZAK-KOREA:         |    |                 |     |     |
|                      |    |                 |     |     |
| GK                   | 1  | Ri Mjongguk     |     |     |
| RB                   | 2  | Csha Dzsonghjok |     | 75' |
| RCB                  | 13 | Pak Csholdzsin  | 32' |     |
| CB                   | 3  | Ri Dzsunil      |     |     |
| LCB                  | 8  | Csi Junnam      |     |     |
| LB                   | 5  | Ri Gvangcshon   |     |     |
| DM                   | 17 | An Jonghak      |     |     |
| RM                   | 11 | Mun Inguk       |     | 58' |
| CM                   | 4  | Pak Namcshol    |     | 58' |
| LM                   | 10 | Hong Jongdzso   | 47' |     |
| CF                   | 9  | Csong Desze     |     |     |
| Cserék:              |    |                 |     |     |
| MF                   | 15 | Kim Jongdzsun   |     | 58' |
| FW                   | 6  | Kim Gumil       |     | 58' |
| DF                   | 16 | Nam Szongcshol  |     | 75' |
| Szövetségi kapitány: |    |                 |     |     |
| Kim Dzsonghun        |    |                 |     |     |

| Meccs embere: Cristiano Ronaldo Asszisztensek: Eric Dansault Laurent Ugo Negyedik számú játékvezető: Subkhiddin Mohd Salleh Ötödik számú játékvezető: Enock Molefe |

### Portugália–Brazília
| 2010. június 25. 16.00 (UTC+2) |

| Portugália | 0–0         | Brazília |
| ---------- | ----------- | -------- |
|            | Jegyzőkönyv |          |

| Durban Stadion, Durban Nézőszám: 62 712 Játékvezető: Benito Archundia (mexikói) |

| Portugália | Brazília |

| PORTUGÁLIA:          |    |                   |     |     |
|                      |    |                   |     |     |
| GK                   | 1  | Eduardo           |     |     |
| RB                   | 21 | Ricardo Costa     |     |     |
| CB                   | 6  | Ricardo Carvalho  |     |     |
| CB                   | 2  | Bruno Alves       |     |     |
| LW                   | 23 | Fábio Coentrão    | 45' |     |
| DM                   | 15 | Pepe              | 40' | 64' |
| CM                   | 19 | Tiago             | 31' |     |
| CM                   | 16 | Raul Meireles     |     | 84' |
| RW                   | 10 | Danny             |     |     |
| LB                   | 5  | Duda              | 25' | 54' |
| CF                   | 7  | Cristiano Ronaldo |     |     |
| Cserék:              |    |                   |     |     |
| MF                   | 11 | Simão             |     | 54' |
| MF                   | 8  | Pedro Mendes      |     | 64' |
| MF                   | 14 | Miguel Veloso     |     | 84' |
| Szövetségi kapitány: |    |                   |     |     |
| Carlos Queiroz       |    |                   |     |     |

| BRAZÍLIA:            |    |                |     |     |
|                      |    |                |     |     |
| GK                   | 1  | Júlio César    |     |     |
| RB                   | 2  | Maicon         |     |     |
| CB                   | 3  | Lúcio          |     |     |
| CB                   | 4  | Juan           | 25' |     |
| LB                   | 6  | Michel Bastos  |     |     |
| DM                   | 5  | Felipe Melo    | 43' | 44' |
| CM                   | 13 | Daniel Alves   |     |     |
| CM                   | 8  | Gilberto Silva |     |     |
| AM                   | 19 | Júlio Baptista |     | 82' |
| FW                   | 21 | Nilmar         |     |     |
| FW                   | 9  | Luís Fabiano   | 15' | 85' |
| Cserék:              |    |                |     |     |
| MF                   | 17 | Josué          |     | 44' |
| MF                   | 18 | Ramires        |     | 82' |
| FW                   | 23 | Grafite        |     | 85' |
| Szövetségi kapitány: |    |                |     |     |
| Dunga                |    |                |     |     |

| A mérkőzés játékosa: Cristiano Ronaldo Asszisztensek: Héctor Vergara Marvin César Torrentera Rivera Negyedik számú játékvezető: Peter O’Leary Ötödik számú játékvezető: Brent Best |

### Észak-Korea–Elefántcsontpart
| 2010. június 25. 16.00 (UTC+2) |

| Észak-Korea | 0–3               | Elefántcsontpart                     |
| ----------- | ----------------- | ------------------------------------ |
|             | (0–2) Jegyzőkönyv | Yaya Touré 14' Romaric 20' Kalou 82' |

| Mbombela Stadion, Mbombela Nézőszám: 34 763 Játékvezető: Alberto Undiano Mallenco (spanyol) |

| Észak-Korea | Elefántcsontpart |

| ÉSZAK-KOREA:         |    |                 |  |     |
|                      |    |                 |  |     |
| GK                   | 1  | Ri Mjongguk     |  |     |
| RB                   | 2  | Csha Dzsonghjok |  |     |
| RCB                  | 13 | Pak Csholdzsin  |  |     |
| CB                   | 3  | Ri Dzsunil      |  |     |
| LCB                  | 8  | Csi Junnam      |  |     |
| LB                   | 5  | Ri Gvangcshon   |  |     |
| CM                   | 4  | Pak Namcshol    |  |     |
| CM                   | 17 | An Jonghak      |  |     |
| RW                   | 10 | Hong Jongdzso   |  |     |
| LW                   | 11 | Mun Inguk       |  | 67' |
| CF                   | 9  | Csong Desze     |  |     |
| Cserék:              |    |                 |  |     |
| FW                   | 12 | Cshö Gumcshol   |  | 67' |
| Szövetségi kapitány: |    |                 |  |     |
| Kim Dzsonghun        |    |                 |  |     |

| ELEFÁNTCSONTPART:    |    |                |  |     |
|                      |    |                |  |     |
| GK                   | 1  | Boubacar Barry |  |     |
| RB                   | 21 | Emmanuel Eboué |  |     |
| CB                   | 4  | Kolo Touré     |  |     |
| CB                   | 5  | Didier Zokora  |  |     |
| LB                   | 3  | Arthur Boka    |  |     |
| DM                   | 19 | Yaya Touré     |  |     |
| CM                   | 13 | Romaric        |  | 79' |
| CM                   | 9  | Cheick Tioté   |  |     |
| RW                   | 18 | Kader Keïta    |  | 64' |
| LW                   | 10 | Gervinho       |  | 64' |
| CF                   | 11 | Didier Drogba  |  |     |
| Cserék:              |    |                |  |     |
| FW                   | 15 | Aruna Dindane  |  | 64' |
| FW                   | 8  | Salomon Kalou  |  | 64' |
| FW                   | 7  | Seydou Doumbia |  | 79' |
| Szövetségi kapitány: |    |                |  |     |
| Sven-Göran Eriksson  |    |                |  |     |

| A mérkőzés játékosa: Didier Drogba Asszisztensek: Fermín Martínez Juan Carlos Yuste Jimenez Negyedik számú játékvezető: Massimo Busacca Ötödik számú játékvezető: Matthias Arnet |